# Gruppentransfer-Polymerisation
Eine Gruppentransfer-Polymerisation (abgekürzt GTP) ist die Polymerisation von Acrylmonomeren mit Silylketenacetalen. Dabei findet eine Verschiebung der Silylgruppe (Gruppentransfer) zum Kettenende und Ausbildung eines neuen Silylketenacetals statt. Als Monomere kommen vor allem Acrylsäure-, Methacrylsäureester, Acryl-, Methacrylnitril, aber auch Dialkylacrylamide sowie Dienoate und Trienoate zur Anwendung. Als Initiator, der ins Polymer eingebaut wird, dienen normalerweise Silylketenacetale von Methacrylaten oder ähnlichen Verbindungen, welche stabile Silylketenacetale bilden. Die Konzentration des Initiators steuert den Polymerisationsgrad. Die Polymerisationsreaktion benötigt einen Katalysator. Dazu werden zum einen anionische Fluoride, Azide oder Cyanide und zum anderen Lewis-Säuren wie Zinkchlorid oder Aluminiumdialkylchloride eingesetzt. Auf den Initiator bezogen wird etwa 10 % Katalysator eingesetzt.
Der genaue Mechanismus der Gruppentransfer-Polymerisation ist noch nicht aufgeklärt. Es ist jedoch davon auszugehen, dass der Mechanismus dem einer Mukaiyama-Michael-Reaktion entspricht. Die Gruppentransfer-Polymerisation wird auch als lebende Polymerisation (oder living polymerisation) bezeichnet, da sie im Gegensatz zu anderen Polymerisationsarten (mit Ausnahme der anionischen Polymerisation) keine Abbruchreaktion kennt.
Die GTP muss in streng wasser- und sauerstofffreier Umgebung durchgeführt werden, und deshalb werden als Lösungsmittel auch wasser- und luftfreie Lösungsmittel wie Toluol oder Tetrahydrofuran benutzt. Um die Polymerisationsreaktion zu unterbrechen, wird das Reaktionsgemisch mit Protonenlieferanten wie Wasser oder Alkoholen versetzt.
Durch GTP gewonnene Produkte sind als Dispersionsmittel, rheologische Additive und für Toner von technischem Interesse.
Die Gruppentransfer-Polymerisation wurde zuerst von Owen Webster entdeckt.